# Liste der Herrscher des Königreichs Jimma
Dies ist eine Liste der Herrscher des Königreichs Jimma in der Region Gibe in Äthiopien. Zum Teil ist nur der Pferdename in Klammern angegeben. Moti ist ein Oromo-Herrschertitel.
| Amtszeit               | Name                                         | Anmerkungen                                                                                            |                                              |
| ---------------------- | -------------------------------------------- | --- | -------------------------------------------- |
| ca. 1790               | Kaka Jimma wird gegründet                    | Kaka Jimma wird gegründet                                                                              | Kaka Jimma wird gegründet                    |
| ca. 1830               | umbenannt in Jimma Abba Jifar                | umbenannt in Jimma Abba Jifar                                                                          | umbenannt in Jimma Abba Jifar                |
| ???? - ????            | ..., Moti (Abba Faro)                        | |                                              |
| ca. 1800               | ..., Moti (Abba Magal)                       | |                                              |
| frühes 19. Jahrhundert | ..., Moti (Abba Rago)                        | |                                              |
| ca. 1830 – ca. 1855    | Sana, Moti (Abba Jifar I)                    | |                                              |
| 1855 – 1859            | ..., Moti (Abba Rebu)                        | |                                              |
| 1859 – 1862            | ..., Moti (Abba Bok'a)                       | |                                              |
| 1862 – 1878            | ..., Moti (Abba Gomol)                       | |                                              |
| 1878 – 1932            | Tulu, Moti (Abba Jifar II)                   | ab 1884 Vasall des Königreichs Schoa und später, 1889, Äthiopiens. auch bekannt als Muhammad ibn Da´ud |                                              |
| 1932                   | ..., Moti (Abba Jofir)                       | |                                              |
| 1932                   | Jimma vollständig in Äthiopien eingegliedert | Jimma vollständig in Äthiopien eingegliedert                                                           | Jimma vollständig in Äthiopien eingegliedert |